# Анали Какчикела
Анали Какчикела, рукопис написан крајем 17. века на језику народа Какчикел, мајанског народа из планина у јужној Гватемали. Рукопис садржи драгоцене податке о митологији и историји Маја у Гватемали у посткласичном периоду, од краја 14. века до шпанског освајања Гватемале (1524).

## Историја текста

### Откриће
Оригинални текст открио је 1844. гватемалански историчар Хуан Гаварета у библиотеци манастира Сан Франсиско у граду Гватемала. Текст се састоји од 96 рукописних листова, исписаних латиницом на језику мајанског народа Какчикел. Текст је убрзо делимично преведен на шпански, 1855. на француски, а 1884. и на енглески језик.
Оригинални текст био је део тужбе породице Ксахила, која је покренула судски процес у покушају да поврати своје старе поседе и привилегије, као једна од две владајуће породице народа Какчикел пре освајања. Како би поткрепили свој случај, они су у својој молби изнели целу историју свог племена и генеалогију своје породице, колико им је било познато по традицији или писаним записима.

### Аутори
Рукопис је довршен после 1620. године и обухвата историју племена Какчикел од досељавања у Гватемалу у 14. веку до шпанског освајања 1524, као и породице Ксахила од освајања до 1620. године. Текст је писан руком професионалног писара, а као аутори се у тексту наводе Франсиско Ернандес Арана Ксахила и његов син, Франсиско Дијаз, који се обраћају читаоцима у првом лицу. Како се наводи у самом тексту, Франсиско Ернандез био је покрштени мајански племић, чији су отац Балам и деда, краљ Хун Иг, умрли 1521. године, а он сам се оженио 1522, што би годину његовог рођења ставило око 1500-1507. Франсиско је умро убрзо после Божића 1560, а писање је наставио његов син, који је живео до 1583, после чега су наставили његови потомци.

### Традиционална историја Какчикела
Дело почиње изјавом да писац намерава да забележи древне традиције свог племена, пренете од њихових раних хероја, Гагавица и Зактекауха. Он почиње са кратком генеалошком табелом четири подплемена Какчикела (главе 1-3), а затим износи њихове митове о стварању човека у митском граду Тулан, на далеком западу (4, 5). Пошто су били подвргнути тешким наметима у Тулану, они су одлучили да га напусте по савету пророчанства (6-14).
Они прелазе море, настављајући ка истоку, и стижу до земље коју насељавају Ноновалкати, народ Астека (15-17). Они бирају Гагавица и Зактекауха за своје заједничке владаре (18-19), и под њиховим вођством настављају са нападом на Астеке. Након тешког сукоба, Качикели су поражени и приморани су да траже сигурност у даљим лутањима. На крају стижу до земље у Гватемали (20). На овом месту уводи се епизода њиховог сусрета са духом шума, Закикоколом (21, 22).
Они се сусрећу са разним нацијама, од којих неки говоре потпуно другачијим језиком; други, као Мами и Покомами, сличним (мајанским). Са Покомамима имају озбиљне сукобе (23-29). Током једног од њихових путовања, Зактекаух је убијен падом низ јаругу (30). Једна епизода овде говори о традиционалном пореклу једног од њихових празника, оног у част Гагшанула, „откривача ватре*“ (31, 32).
Забележен је њихов први долазак на језеро Атитлан (33), и рат који су водили са Икомагима (34). Овде једна епизода описује традиционално порекло фестивала Толгом (35-37). Извршава се мирна подела језера са Цутухилима и склапају се бракови између племена (38). Какчикели, народи Киче и Акахал се стално насељавају у својим градовима и развијају своју цивилизацију (39, 40). Сусрећу се са бројним тешкоћама, као и унутрашњим раздорима, поглавица Бакахол накратко добија вођство. Успевају, међутим, да успоставе породични живот и верске обреде, иако у готово сталном рату са суседима (41-46).
Гагавиц, „који је дошао из Тулана“, умире, а за њим следе Кај Нох и Кај Бац (47). Они признају превласт Тепеуха, краља народа Киче, и он их шаље да прикупљају данак од разних племена. Цутухили су их преварили и опљачкали, и они се крију из страха од Тепеуха, који им опрашта и они остају на власти до своје смрти (49-59) Након тога следи период сукоба и помињу се имена четири узастопна владара, али без детаља њихове владавине (60-66) Прича се наставља када Кикаб, краљ Киче-а, нареди Чакикелима да се населе у граду Чиавар. Он поставља за њихове владаре, ратнике Хунтоха и Вукубаца. Побуна против Кикаба, коју су предводила његова два сина, резултирала је његовим поразом и смрћу (67-81). Током ове побуне, одвија се борба са Качикелима, која се завршава њиховим насељавањем у свом последњем упоришту, тврђави “Иксимче на Рацамуту“ (82-85).
Смрћу Хунтоха и Вукубаца, њих наслеђују Лаух Ах и Оклаух Циј, који воде разне ратове, а посебно побеђују Киче у великом боју, што је сликовито описано (86-93). Они такође освајају Акахале, убивши њиховог краља Ичала, и Цутухиле, са њиховим краљем Каокеом (94-98). Током њихове владавине, у Иксимчеу се догодио крвави устанак, од толиког значаја да аутор узима његов датум као почетак нове епохе од које се рачунају сви наредни догађаји (99-104). Овај датум је вероватно одговарао 1496. години н.е. Наредне године су обележене низом неважних ратова, избијањем разорне пошасти, и коначно, 1524. године, двадесет осам година после устанка, доласком шпанских снага под Алварадом (105-144). Даље се говори о борби између домородаца и Шпанаца, све док ови последњи нису коначно успоставили своју надмоћ.

### Приближна хронологија
Француски преводилац је био мишљења да ови Анали носе записе о нацији Какчикел барем до почетка једанаестог века. Пажљиво испитивање рачуна показује да то није случај. Гагавиц, најранији владар нације, лако се може пратити као предак аутора у осмом колену. Родослов је следећи:
1. Гагавиц, „онај који је дошао из Тулана“.
2. Његов син, Кај Нох, који га је наследио.
3. Китан Кату, син Кај Ноха, који је такође владао.
4. Његов син, Китан Тихак Каблах, који изгледа није имао власт. Повратио ју је
5. Његов син, Вукубац, уз помоћ краља Кичеа, Кикаба.
6. Оклахух Циј, најстарији Вукубацов син, умро је око 1509. године.
7. Наследио га је његов најстарији син, Хун Иг, који је умро, заједно са својим најстаријим сином Баламом, оцем аутора, 1521. године.
Претпостављајући овој седморици да су надживели своје родитеље у просеку за двадесет година, враћамо се отприлике у 1380. годину, када је отпочела сеоба предвођена Гагавицом, мало више од дужине два животна века самог аутора. Овај резултат је онај који се генерално добија пажљивим испитивањем америчких традиција. Они су веома ретко тако далекосежни као што се обично претпоставља. Све о чему се говори да је удаљено више од три или четири генерације може се са сигурношћу претпоставити да припада миту, а не историји.

## Спољашњи извори
- Анали Качкикела на Викиизворнику